# Podhoroď
Podhoroď is een Slowaakse gemeente in de regio Košice, en maakt deel uit van het district Sobrance.
Podhoroď telt 405 inwoners.